# Kirk Hammett
Kirk Lee Hammett, ameriški glasbenik, * 18. november 1962, San Francisco, Kalifornija, ZDA.
Hammet velja za enega najboljših metal kitaristov vseh časov in je najbolj znani učenec Joeja Satrianija. Svojo glasbeno pot je začel pri thrash metal skupini Exodus, ki pa jo je leta 1983 zapustil in se pridružil skupini Metallica, kjer je zamenjal kitarista Davea Mustainea.

## Zgodnje življenje
Kirk Hammet se je rodil 18. Novembra 1962 materi Teofili in irskemu očetu. Šolal se je v De Anza High School v Richmondu, Kaliforniji. Zanimanje za glasbo je dobil od bratove obsežne kolekcije posnetkov, ki so obsegale Jimi Hendrixa in Led Zeppelin. Vse to ga je vodilo, da je pri 15 letih prijel za kitaro.  Kmalu zatem si je kupil električno kitaro 1974 Gibson Flying V. V svoji odločnosti, da si kupi novo glasbeno opremo, je Kirk začel delati v Burger Kingu. Z zasluženim si je kupil svoj prvi Marshall ojačevalec. 

## Odraslo življenje
Trenutno živi v San Franciscu s svojo ženo Lani, s katero je poročen od leta 1998. Skupaj imata dva sina, Angela in Vincenzoja. 
V svojem prostem času rad zbira hollywoodske spominke iz različnih grozljivk. Na festivalu Orion Music + More je predstavil svojo zbirko vsem oboževalcem. Ogledali so si lahko stripe, igrače, posterje in lutke. Poleg zbirke je leta 2012 napisal svojo prvo knjigo Too Much Horror Business, v kateri so predstavljeni vsi spominki. 
Po končani turneji leta 1993 se je vpisal na mestno univerzo, kjer je obiskoval predavanja o filmu in azijski umetnosti. 

## Kariera

### Exodus (1980–1983)
Svojo prvo skupino Exodus je zasnoval s Paulom Baloffom.  To je bila trash metal skupina iz East Baya. ki si je križala pot z Metalico v letih 1982 in 1983.  S skupino je posnel samo en demo, ki se je imenoval 1982 Demo.

### Metallica (1983–danes)
Aprila 1983 je dobil telefonski klic od Metallice iz New Yorka. Ker so odpustili Dava Mustaina, so ga poklicali na avdicijo. Kirk je zbral denar in prvič odletel iz Kalifornije. Takoj ko so se spoznali, so vedeli, da so našli pravega kitarista. Z njimi je do konca posnel album Kill’em All in odšel na prvo turnejo. V tem času je imel tudi učne ure kitare pri virtuozu Joe Satrianiju.  Metallici je prispeval vse od drugega albuma. Eden bolj znanih prispevanj je iz pesmi Enter Sandman, ki je postala ena najpopularnejših pesmi skupine. 
Leta 1986 na turneji Master of Puppets sta si Kirk in basist Metallice Cliff Burton izmenjala ležišča na avtobusu, kar je vodilo do smrti basista zaradi nesreče. Kasneje je Kirk povedal, da bi po drugačnih dogodkih v nesreči umrl on. 
Aprila 2009 je bil skupaj z ostalimi člani skupine sprejet v Rock and Roll Hall of Fame v Clevelandu. 

## Glasbena oprema

### Električne kitare
Ker je že več kot 20 let del podjetja ESP, so za njega naredili že več edinstvenih kitar, s katerimi nastopa po celem svetu. Te vključujejo “Bride of Frankestein”, “Ouija” in “Mummy”. 
- ESP M-II "Zorlac"
- ESP M-II Standard
- ESP KH-2 "Bride of Frankenstein"
- ESP KH-4 Chrome
- ESP MII-NT
- ESP KH-2 "Skully"
- ESP KH-2 M-II "Boris Karloff Mummy" #I
- ESP KH-2 M-II "Ouija"
- ESP KH-2 M-II "Greenburst"
- ESP KH-3 Eclipse
- ESP Flying V copy
- ESP Michael Schenker Flying V[21]
- ESP VIPER Baritone
- Gibson 1968 Les Paul Custom
- Gibson Les Paul Standard
- Ibanez RG
- Jackson Randy Rhoads Model RR1T
- TC Customs Death Magnetic Flying V
- Teuffel Birdfish
- Teuffel Tulsa

### Ojačevalci
Skozi leta je uporabil vrsto različnih ojačevalcev. Za prva dva albuma je uporabljal predvsem Marshallove oječevalce z nekaj efekti. Pri tretjem je zamenjal za znamko Mesa/Boogie, leta 2007 pa je začel uporabljati Randallove ojačevalce. 
- Mesa/Boogie Rackmounted Dual Rectifier (x2)
- Randall RM100KH Signature Model  (x1)
- Randall/Fortin prototip (x2)
- Randall 4x12 kabineti (x4)
- Randall/Fortin 4x12 kabinet

## Diskografija

### Death Angel
- Kill as One (Demo)

### HeadBanged
- Metal MIlitia (Demo)

### Exodus
- 1982 Demo

### Metallica
- Kill'em All (1983)
- Ride the Lightning (1984)
- Master of Puppets (1985)
- ...And Justice for All (1988)
- Metallica (1991)
- Load (1996)
- ReLoad (1997)
- St.Anger (2003)
- Death Magnetic (2008)